# Нейбауэр, Адольф
Адольф Нейбауэр (нем. Adolf Neubauer; 1831, Надь-Биттен, Венгрия, ныне Словакия — 1907) — венгерский и британский ориенталист, один из наиболее видных представителей еврейской науки второй половины XIX века. Помощник библиотекаря Бодлианской библиотеки в Оксфорде (с 1868). Издатель образцовой коллекции средневековых еврейских летописей — «Mediaeval Jewish Chronicles and Chronological notes» (1887; принятое сокращение «Med. Jew. Chron.»).

## Биография
Талмудическое образование получил в пресбургском и пражском иешиботах, а общее образование в Мюнхене и Париже. Вступил на научное поприще в 1861 году статьями в «Journal Asiatique» и «Allgemeine Zeitung des Judenthums».
В 1864 году был командирован в Петербург для ознакомления с приобретённой незадолго перед этим Императорской Публичной библиотекой коллекцией Фирковича. Результатом изучения караимских рукописей из коллекции стал труд Нейбауэра «Aus der Petersburger Bibliothek» (1866).
В 1868 году поступил на службу в Бодлианскую библиотеку в Оксфорде для приведения в порядок и составления каталога еврейских рукописей, затем стал помощником библиотекаря и преподавателем (с 1884) на кафедре раввинской литературы в Оксфордском университете. В 1891 году был избран членом-корреспондентом Мадридской академии истории.
В 1900 году оставил службу в оксфордской библиотеке и поселился в Вене; умер в 1907 г.

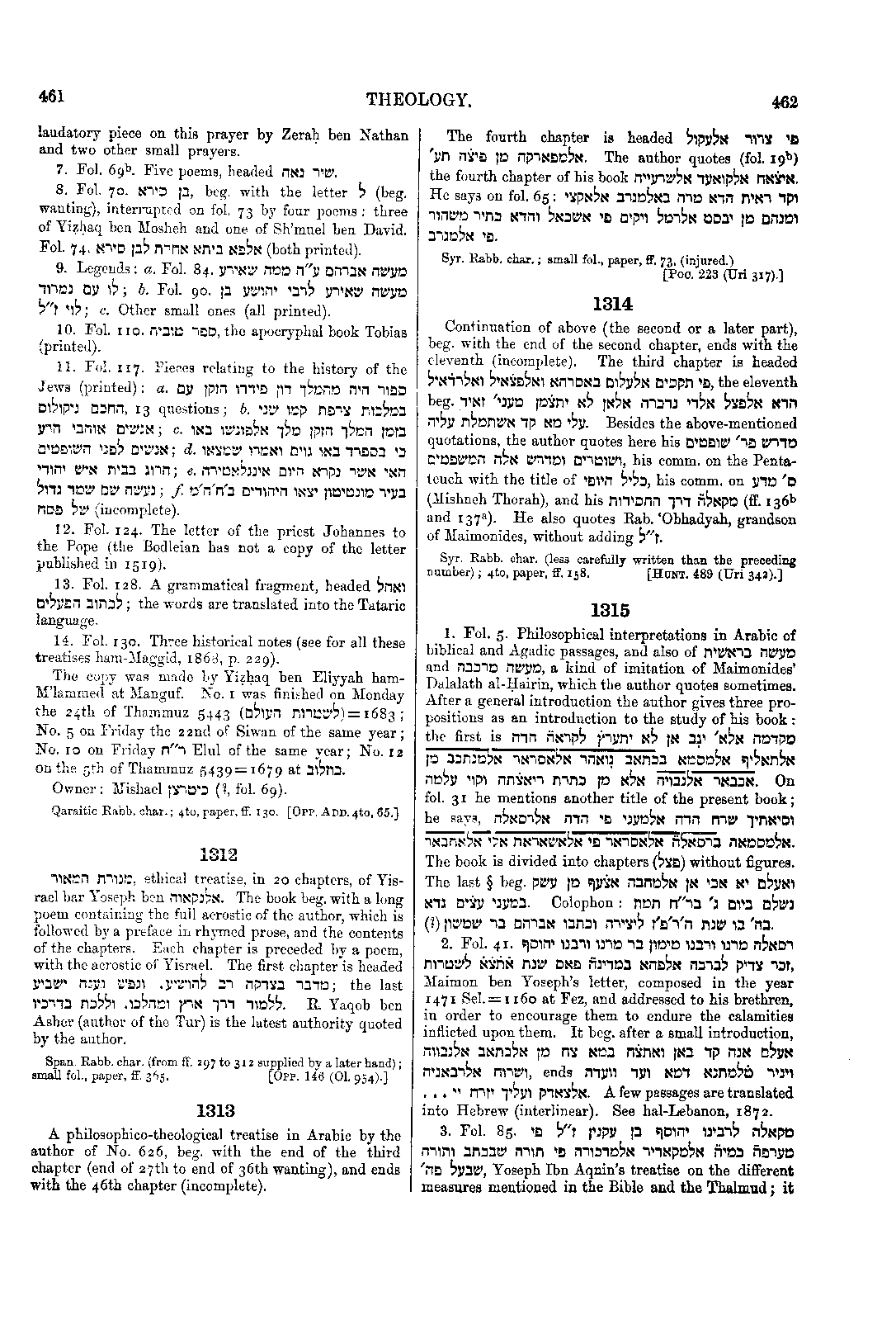
Нойбауэрский каталог еврейских рукописей в бодлианских библиотеках Оксфорда (1886). Том 1 содержит около 900 таких страниц.

## Труды
Нейбауэру принадлежат следующие сочинения:
- «Notice sur l’histoire de la lexicographie hébraïque» (Париж, 1861—1862);
- «Sur la littérature Karaitique» (Лейпциг, 1861);
- «מלאכת השיר, Hebräische Verskunst aus älteren Handschriften gesammelt u. herausgegeben» — сборник отрывков из неизданных сочинений о правилах еврейской метрики (Франкфурт-на-Майне, 1865);
- «Aus der Petersburger Bibliothek» — результат изучения караимских рукописей из коллекции Фирковича (1866);
- «La Géographie du Talmud» (1868) — капитальный труд;
- «Kitab al-Usul» — издание арабского текста «Книги Корней» Абульвалид-Мервана ибн-Джанаха (1875);
- «פירושי ישכיל עבדי, The fifty third chapter of Isaiah, according to the Jewish interpreters» в 2-х частях:
  - I часть — тексты еврейских комментариев к 53 главе Исаии (Оксфорд, 1876);
  - 2 часть — их переводы (А. Нейбауэра и С. R. Driver’a) с предисловием Е. В. Pusy (Оксфорд 1877);
- «מעשה טוביה, The book of Tobit, a Chaldee text from an unique MS. in the Bodleian Library, with other rabbinical texts» — халдейский текст книги Тобии по единственной рукописи, имеющейся в Бодлианской библиотеке с английским переводом (Оксфорд, 1878);
- «אוהב נשים» — макамы Иедаии Бедерси с предисловием Нейбауэра (в «Festschrift-Zunz», 1884, с. 1—20);
- «On some recently discovered Temanite and Nabatean inscriptions» (Journal of the Antropological Institute, 1885);
- «Notes on the race-types of the Jews» (там же, 1885);
- «Le Memorbuch de Mayence» (REJ., IV);
- «Documents inédits», I—XVIII (ценное собрание неизданных документов и текстов в REJ., IV—XII);
- «Inscription tumulaire d’Orléans» (ib., XVII);
- «Un chapitre inédit de Sabbetai Donnolo» (ib, XXIII);
- «Abou — Ahron, le Babylonien» (ib., XXIII);
- «Hafs-al-Qouti» (ib., XXX);
- «Catalogue of the Hebrew MSS. in the Jews College London» (1886);
- «Catalogue of the Hebrew MSS. in the Bodleian Library and in the College Libraries of Oxford with an atlas of 40 Facsimiles» (1886) — этот капитальный труд является плодом 18-летнeго кропотливого труда Нейбауэра;
- «הימים סדר החבמים וקורות», «Mediaeval Jewish Chronicles and Chronological notes» — издание средневековых еврейских хроник (классическое издание, составляющее 4-ю часть 2-го тома семитской серии в коллекции «Anecdota Oxoniensia», Оксфорд, 1887):
  - 1) «אגרת» рабби Шериры-гаона,
  - 2) «ספר הקבלה» («Сефер ха-кабала»; «Книга традиции») Авраама ибн-Дауда по изданию 1795 года,
  - 3) 50 глава «זכר צדיק» Иосифа ибн-Цаддика,
  - 4) дополнение рабби Авраама бен-Соломона из Торрутиеля к хронике «Сефер ха-кабала» Авраама ибн-Дауда,
  - 5) извлечение из «דברי יוסף» рабби Иосифа Самбари,
  - 6—9) анонимные хроники из сборника «ספר הזכרונות»,
  - 10) фрагменты и заметки.
- «עניני השבטים עשרת» — собрание документов о десяти коленах Израиля (в сборнике «קבץ על יד», изд. Mekize Nirdamim, IV, Берлин, 1888—89, с. 1—74);
- «Where are the ten tribes» (в JQR., I, 1888, 1, 2, 3, 4);
- «Les Original hebrew of a portion of Ecclesiasticus» (1897; совместно с Cowley);
- «Les rabbins français» (1877) и многие др.